# خلیج اولیوتور
خلیج اولیوتور (روسی: Олюторский залив) یک خلیج در سرزمین کامچاتکای کشور روسیه است.